# North Fork (California)
North Fork (formalmante, Brown's y Northfork) es un localidad del Condado de Madera, en California. Se encuentra a unos 35 km al este de Raymond, sobre una meseta de 804 m. Está situada a unos 16 km al sudeste de Bass Lake y a 23 km de Oakhurst, y se considera que es la comunidad más cercana al centro geográfico de California. 

## Turismo
North Fork se encuentra dentro del hogar ancestral de los nativos americanos mono. Por eso, en esta localidad se encuentra un museo dedicado a dicha cultura.
Además, la ciudad es el punto de partida del sendero panorámico de Sierra Vista, siendo la mejor época para hacer el recorrido el final del verano, el comienzo del otoño y la primavera. 
North Fork se convirtió en un centro importante para la industria maderera, que fue el pilar de la economía local hasta finales del siglo XX. Por ello, en esta población se celebra anualmente el Mid-Sierra Loggers Jamboree, un tributo a la historia maderera de la región.
Por otra parte, el Buckhorn Saloon, un pilar de la comunidad desde el siglo XIX, sigue funcionando como restaurante y taberna. Asimismo, la ciudad cuenta con dos supermercados, varios restaurantes y estaciones de servicio.